# Café Wunderer

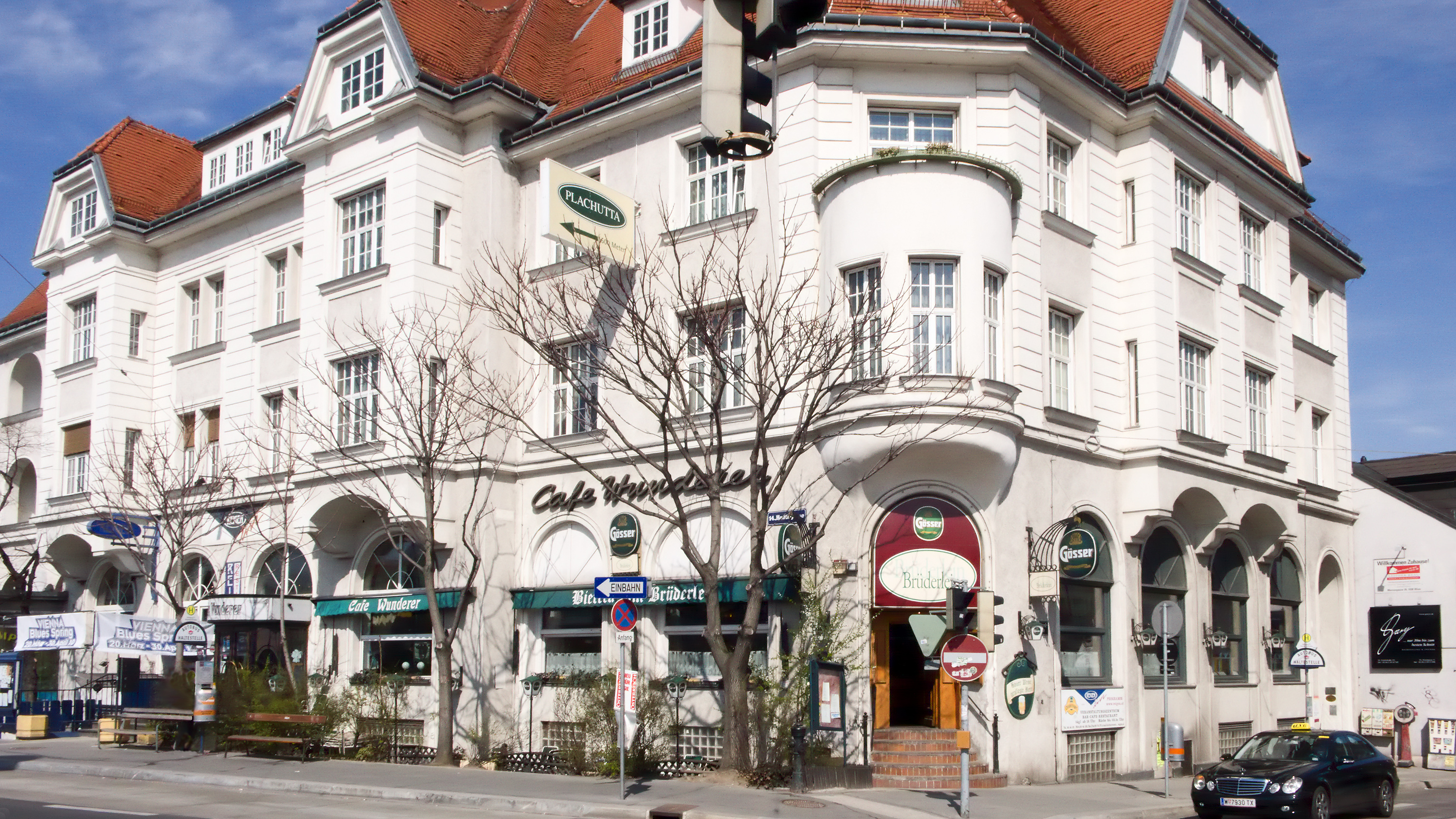
Das ehemalige Café Wunderer

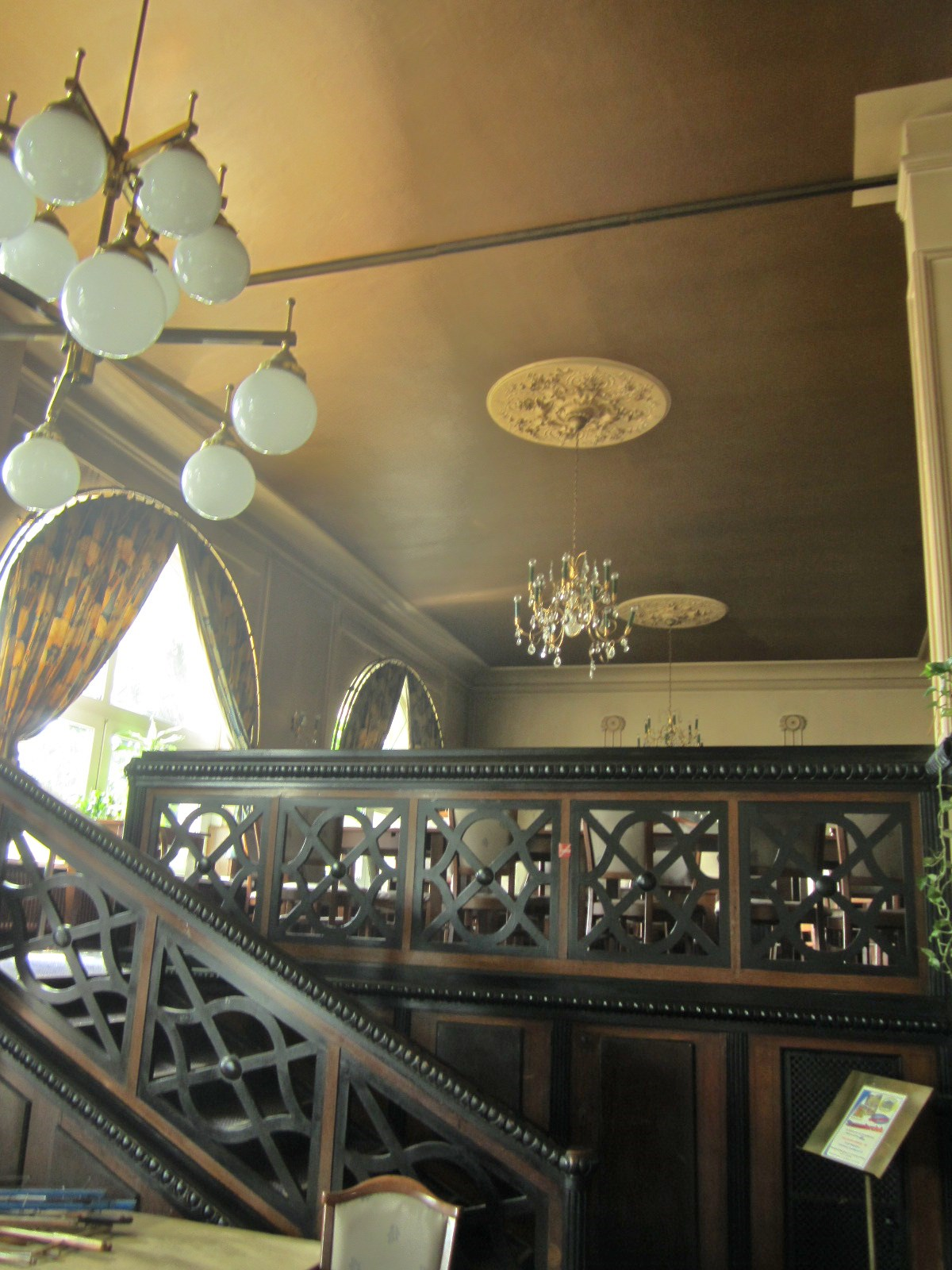
Café Wunderer, Innenraum, Empore

Das Café Wunderer war ein Wiener Kaffeehaus bei der Kennedybrücke im 14. Wiener Gemeindebezirk Penzing (Adresse Hadikgasse 62).

## Geschichte
Vorläufer des heutigen Lokals war das Café Schönbrunn, welches 1912 abgerissen wurde. 1913 ließ Anton Wunderer an der gleichen Stelle sein neues Haus errichten. Die Gestaltung des Cafés übertrug er dem Architekten Josef Hoffmann. In diesem Café wurde im November 1938 eine katholisch-konservative Widerstandsbewegung gegen das NS-Regime, die Großösterreichische Freiheitsbewegung gegründet.
Anton Wunderer starb 1954 und das Café Wunderer wurde von der Familie Gstrein & Musil übernommen, das Interieur des Lokals war noch weitgehend original erhalten. 1974 begannen die Herren Weinmann und Wurst als Ober im Café zu arbeiten und übernahmen es 1986.
Die BSK Union, Wiens ältester Billardklub (Karambolage), hatte hier seinen Sitz von 1971 bis 1995. Das Kaffeehaus wurde im Zuge des neuen Rauchergesetzes zum Nichtraucherbetrieb erklärt.
Der letzte Geschäftsführer Gerhard Weinmann ging im Sommer 2013 in Pension, das Kaffeehaus wurde geschlossen. Die Fastfoodkette McDonald’s eröffnete Ende Dezember 2013 in den Räumlichkeiten eine Filiale. Das Jugendstilambiente ist nur noch rudimentär vorhanden.